# Friedrich Goltz
Friedrich Leopold Goltz (Poznań, 14 de agosto de 1834 — Estrasburgo, 5 de maio de 1902) foi um fisiologista alemão, sobrinho do escritor Bogumil Goltz. 
Goltz estudou medicina de 1853 a 1857 na Universidade de Königsberg. Obteve um doutorado em 1858, com a tese De spatii sensu cutis, orientado por Hermann von Helmholtz.
Após os estudos permaneceu na Universidade de Königsberg, sendo em 1861 inicialmente prosector, em 1862 Privatdozent e em 1865 Professor. A partir de  1870 foi Professor de Fisiologia na Universidade de Halle-Wittenberg, e a partir de 1872 na Universidade de Estrasburgo, onde foi reitor em 1888.
Friedrich Goltz investigou as funções do coração, do tato, a neurofisiologia e reações reflexivas. Foi o primeiro a realizar uma hemisferectomia em um cachorro.
Aposentou-se em 1901 e morreu em maio de 1902 em Estrasburgo.

## Obras
- Funktionen der Nervenzentren des Frosches (1869)
- Verrichtungen des Großhirns (1881)
- Wider die Humanaster. Rechtfertigung eines Vivisektors (1883)